# Vadosfa, Győr-Moson-Sopron
Vadosfa  este un sat în districtul Kapuvár, județul Győr-Moson-Sopron, Ungaria, având o populație de 78 de locuitori (2011). 

## Demografie
Componența etnică a satului Vadosfa
     Maghiari (100%)
Componența confesională a satului Vadosfa
     Luterani (42,31%)
     Romano-catolici (14,1%)
     Reformați (12,82%)
     Necunoscută (30,77%)
Conform recensământului din 2011, satul Vadosfa avea 78 de locuitori. Din punct de vedere etnic, majoritatea locuitorilor (100,0%) erau maghiari. Nu există o religie majoritară, locuitorii fiind luterani (42,31%), romano-catolici (14,1%) și reformați (12,82%). Pentru 30,77% din locuitori nu este cunoscută apartenența confesională.